# Elezioni parlamentari in Russia del 1993
Le elezioni parlamentari in Russia del 1993 si tennero il 12 dicembre per il rinnovo della Duma di Stato e del Consiglio federale (che, a partire dalle elezioni successive, non sarà più formato da componenti eletti a suffragio popolare diretto).

## Risultati
| Liste                                             | Proporzionale | Proporzionale | Proporzionale | Maggioritario | Maggioritario | Maggioritario | Totale seggi |
| Liste                                             | Voti          | %             | Seggi         | Voti          | %             | Seggi         | Totale seggi |
| ------------------------------------------------- | ------------- | ------------- | ------------- | ------------- | ------------- | ------------- | ------------ |
| Partito Liberal-Democratico di Russia             | 12.318.562    | 21,35         | 59            | 1.577.400     | 2,74          | 5             | 64           |
| Scelta di Russia                                  | 8.339.345     | 14,45         | 40            | 3.630.799     | 6,31          | 24            | 64           |
| Partito Comunista della Federazione Russa         | 6.666.402     | 11,55         | 32            | 1.848.888     | 3,22          | 10            | 42           |
| Donne di Russia                                   | 4.369.918     | 7,57          | 21            | 309.378       | 0,54          | 2             | 23           |
| Partito Agrario di Russia                         | 4.292.518     | 7,44          | 21            | 2.877.610     | 5,00          | 16            | 37           |
| Yavlinsky-Boldyrev-Lukin                          | 4.223.219     | 7,32          | 20            | 1.849.120     | 3,22          | 7             | 27           |
| Partito dell'Unità Russa e della Concordia        | 3.620.035     | 6,27          | 18            | 1.443.454     | 2,51          | 4             | 22           |
| Partito Democratico di Russia                     | 2.969.533     | 5,15          | 14            | 1.094.066     | 1,90          | -             | 14           |
| Movimento Russo delle Riforme Democratiche        | 2.191.505     | 3,80          | -             | 1.083.063     | 1,88          | 5             | 5            |
| Unione Civile                                     | 1.038.193     | 1,80          | -             | 1.526.115     | 2,65          | -             | 10           |
| Futuro di Russia - Nuovi Nomi                     | 672.283       | 1,17          | -             | 411.426       | 0,72          | 2             | 2            |
| Movimento Costruttivo-Ecologista di Russia «Kedr» | 406.789       | 0,71          | -             | 301.266       | 0,52          | 1             | 1            |
| Dignità e Carità                                  | 375.431       | 0,65          | -             | 445.168       | 0,77          | 3             | 3            |
| Altri                                             | N.D.          | N.D.          | N.D.          | 377.863       | 0,66          | -             | -            |
| Indipendenti                                      | N.D.          | N.D.          | N.D.          | 25.961.405    | 45,15         | 130           | 130          |
| Nessuna lista                                     | 2.267.963     | 3,93          | -             | 8.509.300     | 14,80         | -             | -            |
| Totale                                            | 53.751.696    |               | 225           | 53.246.321    |               | 225           | 450          |
| Voti non validi                                   | 3.946.002     | 6,84          |               | 4.248.927     | 7,39          |               |              |
| Totale                                            | 57.697.698    | 100           |               | 57.495.248    | 100           |               |              |